# Dreamus
Dreamus es una empresa de electrónica y entretenimiento fundada en 1999 originalmente como ReignCom. Con sede en Corea del Sur, es la empresa matriz del fabricante de reproductores de MP3 iriver, así como de Yurion y Funcake Entertainment Services. Desde 2014, es una filial de SK Telecom.

## Historia
Siete exejecutivos de Samsung crearon la compañía en 1999 e hicieron su salida a bolsa en KOSDAQ, una bolsa de valores coreana, en 2003. Yang Duk-jun, el fundador, es el CEO.
ReignCom anunció en mayo de 2006 que ajustaría su enfoque hacia los juegos para móviles. Ha informado sobre ventas lentas para su negocio de reproductores de música, incluyendo una pérdida de 35.580 millones (36.68 millones de dólares) en 2005, en comparación con una ganancia neta de 43.460 millones en 2004.
En 2009, la compañía cambió su nombre a Iriver.

### Entrada a la música
El 31 de enero de 2018, Iriver anunció su entrada en la industria de la música coreana. Junto con la matriz SK Telecom y las agencias musicales S.M. Entertainment, JYP Entertainment y Big Hit Entertainment, la compañía lanzará una nueva tienda de música en línea en la segunda mitad de 2018.

## Discográficas distribuidas
Hasta febrero de 2018:
- S.M. Entertainment (incluyendo los lanzamientos de J Storm y Avex Trax)
  - Mystic Entertainment (solo lanzamientos selectos; codistribuido con Kakao M)
- JYP Entertainment
- Big Hit Entertainment